# (13653) Priscus
(13653) Priscus es un asteroide perteneciente al cinturón de asteroides, región del sistema solar que se encuentra entre las órbitas de Marte y Júpiter.
Fue descubierto el 9 de febrero de 1997 por Vincenzo Silvano Casulli desde el observatorio de Colleverde.

## Designación y nombre
Designado provisionalmente como 1997 CT16 fue nombrado en honor de Lucio Tarquinio Prisco, quinto rey de Roma, reinó del 616 al 579 a. C. Construyó el Circo Máximo y amplió el Foro Romano.

## Características orbitales
(13653) Priscus está situado a una distancia media del Sol de 2,187 ua, pudiendo alejarse hasta 2,553 ua y acercarse hasta 1,820 ua. Su excentricidad es 0,168 y la inclinación orbital 4,7600 grados. Emplea 1181,01 días en completar una órbita alrededor del Sol.

## Características físicas
La magnitud absoluta de (13653) Priscus es 15,79. Tiene 1,906 km de diámetro y su albedo se estima en 0,369.